# Fraser Brown
Fraser James Macgregor Brown (Lanark, 20 giugno 1989) è un rugbista a 15 britannico, internazionale per la Scozia, che gioca nel ruolo di tallonatore con i Glasgow Warriors nel Pro12.

## Biografia
Capitano della squadra di rugby della Merchiston Castle School nel  2006, Brown iniziò a giocare nel 2010 con l'Edimburgo senza però trovare spazio nella rosa. Passò al Heriot’s tra i dilettanti per lavorare nella fattoria di famiglia.
L'anno dopo debuttò con i Glasgow Warriors nel Pro12 nella partita contro Zebre.

### Carriera internazionale
Capitano della nazionale scozzese under-20 ai Campionati mondiali giovanili 2009, fece il suo debutto con la nazionale maggiore durante il quadrangolare Castle Beer Series disputato in Sudafrica, affrontando, il 22 giugno 2013, l'Italia che uscì sconfitta 30-29 dalla Scozia. Fresco vincitore del Pro12 2014-15 con il suo club, fu convocato per disputare la Coppa del Mondo di rugby 2015.

## Palmarès
- Pro12: 1
Glasgow Warriors: 2014-15